# Hyun Jin-geon

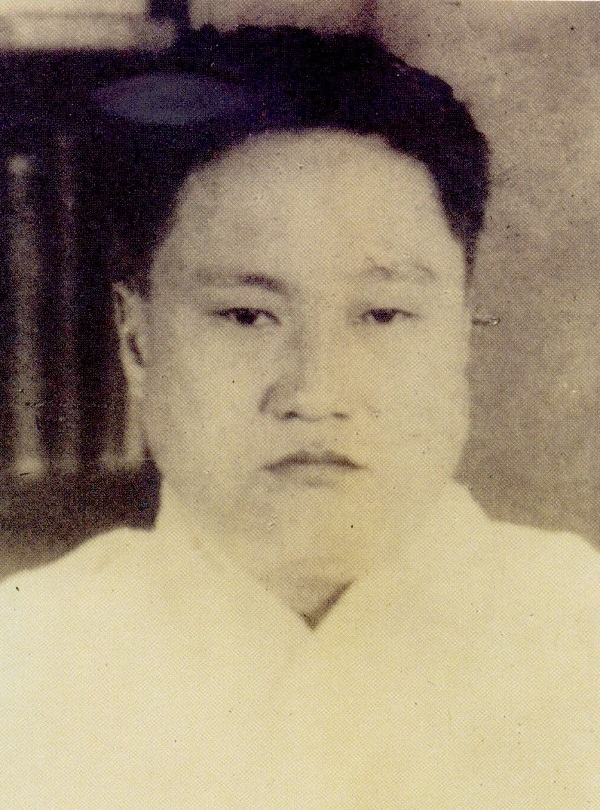
Hyun Jin-geon (1943)

Hyun Jin-geon (* 9. August 1900 in Taegu, Kyŏngsangbuk-do; † 25. April 1943) war ein koreanischer Schriftsteller.

## Leben
Hyun Jin-geon wurde am 9. August 1900 in Taegu geboren. Mit zwölf ging er in Japan auf die Seijo-Mittelschule und später besuchte er die Shanghai-Universität, wo er Deutsche Literatur studierte. Nach seiner Heimkehr veröffentlichte er zusammen mit den koreanischen Autoren Lee Sanghwa und Paek Kiman ein Literaturmagazin namens Kŏhwa (거화, 炬火). Hyun Jin-geon arbeitete als Journalist bei der Zeitung Chosun Ilbo sowie später bei den Zeitungen Sidae Ilbo, Maeil Ilbo und Dong-a Ilbo. Außerdem war er ein Mitbegründer des literarischen Magazins Paekcho in den 1920ern.
Hyun Jin-geon, auch unter dem Künstlernamen Pinghŏ (빙허, 憑虛) bekannt, ist ein bedeutender Autor der frühen modernen Literatur Koreas, besonders im Bereich der Kurzgeschichte. Mit dem Blick unter die Oberfläche zeigt er die damalige Realität auf.
Seine erste Erzählung Opferung (희생화) wurde 1920 veröffentlicht, jedoch wurde ihr wenig Beachtung geschenkt. Erst die nachfolgenden Werke verhalfen ihm zu einem Ruf als bedeutender Autor des Realismus. Die Geschichten Verarmte Ehefrau (빈처) und Gesellschaft, die zum Trinken ermuntert (술 권하는 사회) basieren auf seinen eigenen Erfahrungen in einer Zeit kolonialer Unterdrückung, in der (nicht nur) die koreanischen Intellektuellen ihrer materiellen Basis und sozialen Identität beraubt wurden. Der Protagonist von Verarmte Ehefrau (빈처) muss zusehen, wie seine aristokratische Frau ihren Status verliert und verarmt. In solchen dunklen Zeiten wird der Alkoholkonsum paradoxerweise zu einer Möglichkeit der Flucht vor dieser Gesellschaft, die zum Trinken ermuntert.
Beginnend mit Ein glückbringender Tag (운수좋은 날) wechselte der Schriftsteller vom Ich-Erzähler zur personalen Erzählsituation, um das Leben objektiver und anschaulicher darzustellen. Zu den Erzählungen, die in diesem Stil verfasst wurden, zählen unter anderem Feuer (불), Heimleiter B und der Liebesbrief (B사감과 러브레타) und Heimat (고향). Nachdem er ausschließlich Kurzgeschichten verfasst hatte, begann er im Jahr 1931 historische Romane zu schreiben, unter anderem Äquator (적도), Turm ohne Schatten (무영탑) und Hǔkch'i sangji (흑치상지). Grund für diesen Wandel war Hyun Jin-geons Absicht, in Zeiten einer zunehmenden japanischen Militarisierung koreanische nationale Identität zu erhalten. Diese Aufgabe beschäftigte ihn bis zu seinem Tod im Jahr 1943.

## Arbeiten

### Koreanisch
- 빈처 Verarmte Ehefrau (1921)
- 술 권하는 사회 Gesellschaft, die zum Trinken ermuntert (1921)
- 타락자 Der Verdorbene (1922)
- 할머니의 죽음 Großmutters Tod (1923)
- 운수좋은 날 Ein glückbringender Tag (1924)
- 불 Feuer (1925)
- B사감과 러브레타 Heimleiter B und der Liebesbrief (1925)
- 사립정신병원장 Direktor der Privatpsychiatrie (1926)
- 고향 Heimat (1926)
- 적도 Äquator (1934)
- 무영탑 Turm ohne Schatten (1939)
- 흑치상지 Hǔkch'i sangji (1940)
- 선화공주 Prinzessin Sǒnhwa (1941)
- 타락자 Der Verdorbene (1922)
- 지새는 안개 Nächtlicher Nebel (1925)
- 조선의 얼굴Gesichter Koreas (1926)

### Übersetzungen

#### Englisch
- Poor Man’s Wife 빈처, KLTI (2013) (ebook.klti.or.kr/ebooks/m/pdf/20century/7.pdf)

Einige Erzählungen von Hyun Jin-geon sind in verschiedenen Sammlungen koreanischer Literatur übersetzt:
- A Washed-Out Dream. Larchwood Publications (1980)
- Flowers of Fire: Twentieth Century Korean Stories. University of Hawaii Press (1986)
- Modern Korean Fiction: An Anthology. Columbia University Press, (2005)

#### Deutsch
- Feuer. In: Koreanische Literatur, Band II Moderne. Bouvier, Bonn 1986, ISBN 3-416-01964-4